# Piper semperflorens
Piper semperflorens är en pepparväxtart som beskrevs av C. Dc.. Piper semperflorens ingår i släktet Piper och familjen pepparväxter. Inga underarter finns listade i Catalogue of Life.